# Diodor (metge)
Diodor (en llatí Diodorus, en grec antic Διόδωρος) era un metge grec que va viure durant el segle i aC o abans d'aquest segle, segons cita Plini el Vell a la Naturalis Historia.
Se suposa que podria ser la mateixa persona que Galè menciona com a membre de l'escola empírica i del que cita les seves fórmules mèdiques.